# Timatic
Timatic (укр. Тіма́тік) — база даних (БД), що містить інформацію про паспортні, візові й митні вимоги кожної країни та території. Зазвичай ця БД використовується авіакомпаніями з метою перевірити, чи може пасажир бути допущений на борт літака для подальшого перевезення. Для них це є вкрай важливим, оскільки авіакомпанії повинні виплачувати значні штрафи у випадках, коли пасажир, що перевозиться не відповідає в'їзним вимогам пункту призначення. Також БД Timatic часто використовується авіакомпаніями й туристичними агенціями при продажі квитків.
Інформація, яку містить БД Timatic:
1. Вимоги до паспортів
2. Вимоги до наявності віз
3. Вимоги до стану здоров'я пасажирів (наявність щеплень)
4. Інформацію про аеропортові збори, які потрібно сплатити при в'їзді або виїзді з країни
5. Митні правила, які стосуються імпорту / експорту товарів і домашніх тварин
6. Правила перевезення валютних цінностей при в'їзді / виїзді пасажира з країни

Timatic був заснований у 1963 році Міжнародною асоціацією повітряного транспорту якою досі й модерується. Цією БД щорічно користується більше ніж 60 мільйонів мандрівників з метою перевірки відповідності своїх документів до візових вимог пунктів призначення.
БД доступна у різних формах:
1. Timatic — доступна в мережі SITA
2. TIM — надрукована книга
3. TimaticWeb — БД в інтернеті
4. Timatic XML
5. Центр для мандрівників IATA, інтернет портал для клієнтів